# Estonia na Letnich Igrzyskach Olimpijskich 1996
Estonię na Letnich Igrzyskach Olimpijskich 1996 reprezentowało 43 sportowców, 8 kobiet i 35 mężczyzn. Mimo licznej ekipy (większa była tylko w 2010 w Pekinie), nie zdobyli żadnego medalu, co było najgorszym wynikiem od igrzysk w Los Angeles w 1932.

## Zawodnicy

### Judo
Mężczyźni
- Indrek Pertelson

| Konkurencja | Zawodnik         | Miejsce |
| ----------- | ---------------- | ------- |
| Waga ciężka | Indrek Pertelson | 21.     |

### Kajakarstwo
Mężczyźni
- Hain Helde

| Konkurencja | Zawodnik   | I runda  | I runda | Repasaże | Repasaże | Półfinały | Półfinały | Finały | Finały  |    |
| Konkurencja | Zawodnik   | Czas     | Miejsce | Czas     | Miejsce  | Czas      | Miejsce   | Czas   | Miejsce |    |
| ----------- | ---------- | -------- | ------- | -------- | -------- | --------- | --------- | ------ | ------- | -- |
| K-1 500 m   | Hain Helde | 1:47.316 | 7.      | 1:44.340 | 5.       | nq        | nq        | nq     | nq      |    |
| K-1 1000 m  | Hain Helde | 3:59.136 | 7.      | 4:08.375 | 5.       | 3:47.237  | 6.        | nq     | nq      | nq |

### Kolarstwo
Kobiety
- Erika Salumäe

| Konkurencja | Zawodniczka   | Kwalifikacje | Kwalifikacje | I runda | I runda | Repasaże | Repasaże | Ćwierćfinały | Ćwierćfinały | Półfinały | Półfinały | Finały   | Finały  |
| Konkurencja | Zawodniczka   | Czas         | Miejsce      | Czas    | Miejsce | Czas     | Miejsce  | Stosunek     | Miejsce      | Stosunek  | Miejsce   | Stosunek | Miejsce |
| ----------- | ------------- | ------------ | ------------ | ------- | ------- | -------- | -------- | ------------ | ------------ | --------- | --------- | -------- | ------- |
| Sprint      | Erika Salumäe | 11.566       | 8.           | 2.      | 2.      | 12.018   | 1.       | 0:2          | 2.           | nq        | nq        | nq       | nq      |

Mężczyźni
- Lauri Aus
- Jaan Kirsipuu
- Raido Kodanipork
- Andres Lauk
- Alges Maasikmets
- Lauri Resik

| Konkurencja                             | Zawodnik         | Miejsce |
| --------------------------------------- | ---------------- | ------- |
| Wyścig indywidualny ze startu wspólnego | Jaan Kirsipuu    | 24.     |
| Wyścig indywidualny ze startu wspólnego | Lauri Aus        | 36.     |
| Wyścig indywidualny ze startu wspólnego | Andres Lauk      | 49.     |
| Wyścig indywidualny ze startu wspólnego | Raido Kodanipork | 96.     |
| Wyścig indywidualny ze startu wspólnego | Lauri Resik      | DNF     |
| Cross-country                           | Alges Maasikmets | DNF     |

### Lekkoatletyka
Kobiety
- Virge Naeris
- Eha Rünne
- Jane Salumäe

| Konkurencja  | Zawodniczka  | Wynik | Miejsce |
| ------------ | ------------ | ----- | ------- |
| Maraton      | Jane Salumäe | DNF   | DNF     |
| Skok w dal   | Virge Naeris | 6.26  | 26.     |
| Trójskok     | Virge Naeris | 14.00 | 14.     |
| Rzut dyskiem | Eha Rünne    | 58.24 | 25.     |

Mężczyźni
- Valeri Bukrejev
- Indrek Kaseorg
- Pavel Loskutov
- Andrei Nazarov
- Erki Nool
- Donald-Aik Sild
- Jüri Tamm
- Aleksander Tammert
- Marko Turban

| Konkurencja    | Zawodnik           | Wynik   | Miejsce |
| -------------- | ------------------ | ------- | ------- |
| Maraton        | Pavel Loskutov     | 2.23:14 | 58.     |
| Skok wzwyż     | Marko Turban       | 2.24    | 22.     |
| Skok o tyczce  | Valeri Bukrejev    | NM      | NM      |
| Rzut dyskiem   | Aleksander Tammert | 59.04   | 25.     |
| Rzut młotem    | Jüri Tamm          | 73.16   | 26.     |
| Rzut oszczepem | Donald-Aik Sild    | 72.54   | 30.     |
| Dziesięciobój  | Erki Nool          | 8.543   | 6.      |
| Dziesięciobój  | Indrek Kaseorg     | DNF     | DNF     |
| Dziesięciobój  | Andrei Nazarov     | DNF     | DNF     |

### Łucznictwo
Mężczyźni
- Raul Kivilo

| Konkurencja   | Zawodnik    | I runda | I runda | II runda | II runda | III runda | III runda | Ćwierćfinały | Ćwierćfinały | Półfinały | Półfinały | Finały | Finały  |
| Konkurencja   | Zawodnik    | Wynik   | Miejsce | Wynik    | Miejsce  | Wynik     | Miejsce   | Wynik        | Miejsce      | Wynik     | Miejsce   | Wynik  | Miejsce |
| ------------- | ----------- | ------- | ------- | -------- | -------- | --------- | --------- | ------------ | ------------ | --------- | --------- | ------ | ------- |
| Indywidualnie | Raul Kivilo | 158:157 | 2.      | nq       | nq       | nq        | nq        | nq           | nq           | nq        | nq        | nq     | 42.     |

### Pięciobój nowoczesny
Mężczyźni
- Imre Tiidemann

| Konkurencja   | Zawodnik       | Punkty | Miejsce |
| ------------- | -------------- | ------ | ------- |
| Indywidualnie | Imre Tiidemann | 5414   | 7.      |

### Pływanie
Mężczyźni
- Indrek Sei

| Konkurencja           | Zawodnik   | Czas  | Miejsce |
| --------------------- | ---------- | ----- | ------- |
| 50 m stylem dowolnym  | Indrek Sei | 23.29 | 26.     |
| 100 m stylem dowolnym | Indrek Sei | 51.19 | 32.     |

### Siatkówka plażowa
Mężczyźni
- Avo Keel
- Kaido Kreen

| Konkurencja      | Zawodnik             | Miejsce |
| ---------------- | -------------------- | ------- |
| Turniej mężczyzn | Avo Keel Kaido Kreen | 17.     |

I runda
| 23 lipca 1996 | Avo Keel Kaido Kreen | 0:1(8:15) | Christian Penigaud Jean-Philippe Jodard | Atlanta Beach |
| 23 lipca 1996 |                      | 0:1(8:15) |                                         | Atlanta Beach |

Po porażce z Francuzami w pierwszej rundzie, para estońska odpadła z turnieju. Została sklasyfikowana na miejscu 17.

### Strzelectwo
Mężczyźni
- Peeter Päkk
- Urmas Saaliste

| Konkurencja | Zawodnik        | Wynik | Miejsce |
| ----------- | --------------- | ----- | ------- |
| trap        | Heikki Jaansalu | 115   | 45.     |
| skeet       | Andrei Inešin   | 121   | 7.      |

### Szermierka
Kobiety
- Oksana Yermakova
- Maarika Võsu
- Heidi Rohi

| Konkurencja      | Zawodnik                                 | Miejsce |
| ---------------- | ---------------------------------------- | ------- |
| Szpada           | Oksana Yermakova                         | 15.     |
| Szpada           | Maarika Võsu                             | 18.     |
| Szpada           | Heidi Rohi                               | 22.     |
| Szpada drużynowo | Oksana Yermakova Maarika Võsu Heidi Rohi | 5.      |

Mężczyźni
- Kaido Kaaberma
- Andrus Kajak
- Meelis Loit

| Konkurencja      | Zawodnik                                | Miejsce |
| ---------------- | --------------------------------------- | ------- |
| Szpada           | Kaido Kaaberma                          | 7.      |
| Szpada           | Andrus Kajak                            | 15.     |
| Szpada           | Meelis Loit                             | 35.     |
| Szpada drużynowo | Kaido Kaaberma Andrus Kajak Meelis Loit | 5.      |

### Wioślarstwo
Mężczyźni
- Jüri Jaanson

| Konkurencja | Zawodnik     | Czas    | Miejsce |
| ----------- | ------------ | ------- | ------- |
| Jedynki     | Jüri Jaanson | 8:33.53 | 18.     |

### Zapasy
Mężczyźni
- Arvi Aavik
- Helger Hallik
- Küllo Kõiv
- Valeri Nikitin

| Konkurencja       | Zawodnik       | Wynik |
| ----------------- | -------------- | ----- |
| Klasyczny, 68 kg  | Valeri Nikitin | 8.    |
| Klasyczny, 130 kg | Helger Hallik  | 15.   |
| Wolny, 68 kg      | Küllo Kõiv     | 7.    |
| Wolny, 100 kg     | Arvi Aavik     | 12.   |

### Żeglarstwo
Kobiety
- Krista Kruuv

| Konkurencja | Zawodniczka  | Punkty | Miejsce |
| ----------- | ------------ | ------ | ------- |
| Europe      | Krista Kruuv | 197.0  | 24.     |

Mężczyźni
- Peter Šaraškin
- Toomas Tõniste
- Tõnu Tõniste

| Konkurencja | Zawodnik                    | Punkty | Miejsce |
| ----------- | --------------------------- | ------ | ------- |
| 470         | Toomas Tõniste Tõnu Tõniste | 95.0   | 10.     |
| Europe      | Peter Šaraškin              | 176.0  | 24.     |